# 기스베르트 야픽스
기스베르트 야픽스(서프리슬란트어: Gysbert Japiks1603년 - 1666년)는 프리슬란트 르네상스기를 대표하는 작가이다. 프리지아의 국민 시인으로 통하며, 프리지아어 문어체계의 기초를 다진 인물이다.

## 약력
네덜란드 프리슬란트주 볼스바르트 시에서 출생하였으며, 삶의 대부분을 그곳에서 교육자와 성가대 단원으로 보냈다. 1581년, 프리슬란트가 네덜란드 왕국의 일부로 병합되어 독자적인 언어와 문화가 쇠퇴할 위기에 처했으나, 프리지아어로 문학작품전통을 세움으로서 오늘날까지 네덜란드의 다른 지방과 구별되는 프리슬란트의 독자적 전통을 수립한 인물로 평가된다. 그는 당시 전성기를 구가하고 있던 네덜란드 문학 및 그리스 로마등의 고전문학과 프랑스 문학등을 두루 섭렵하였으며, 서사시, 서정시, 연예시, 회화시, 종교시, 희곡 등 광범위한 장르의 시를 썼다. 프리지아어에 의한 창작뿐아니라 세익스피어 작품 등을 프리지아어로 번역하기도 했다. 주요 작품집에는 Friessche tjerne (1640) 프리지아 시(Fryske rijmlerye) (1688) 등이 있다.